# Фабріціо Донато
Фабріціо Донато  (італ. Fabrizio Donato, 14 серпня 1976) — італійський легкоатлет, олімпійський медаліст.

## Виступи на Олімпіадах
| Олімпіада   | Дисципліна        | Місце             |
| ----------- | ----------------- | ----------------- |
| Сідней 2000 | потрійний стрибок | 25 (кваліфікація) |
| Афіни 2004  | потрійний стрибок | 21 (кваліфікація) |
| Пекін 2008  | потрійний стрибок | 21 (кваліфікація) |
| Лондон 2012 | потрійний стрибок | 3                 |
| Ріо 2016    | потрійний стрибок | 17 (кваліфікація) |